# نوربرت إيدر
نوربرت ألبان إيدر (بالألمانية: Norbert Eder)‏ مواليد 7 نوفمبر 1955 في ألمانيا الغربية، هو لاعب كرة قدم ألماني دولي سابق كان يلعب كمدافع. اعتزل اللعب عام 1989 مع نادي زيورخ. سبق له أن لعب في كأس العالم لكرة القدم مع منتخب بلاده. بدأ مسيرته الرياضية عام 1974 مع نادي نورنبرغ. لعب خلال مسيرته 458 مباراة سجل خلالها 35 هدفاً.

## المسيرة الاحترافية

### أندية لعب لها
- نادي نورنبرغ
- بايرن ميونخ
- نادي زيورخ